# Hrabstwo Switzerland
Hrabstwo Switzerland (ang. Switzerland County) – hrabstwo w stanie Indiana w Stanach Zjednoczonych.

## Geografia
Według spisu z 2010 roku obszar całkowity hrabstwa obejmuje powierzchnię 223,44 mili2 (578,71 km²), z czego 220,63 mili2 (571,43 km²) stanowią lądy, a 2,81 mili2 (7,28 km²) stanowią wody. Według szacunków United States Census Bureau w roku 2013 miało 10 526 mieszkańców. Jego siedzibą administracyjną jest Vevay.

### Miasta
- Patriot
- Vevay

### CDP
- Florence
- East Enterprise